# Lemme des tresses
Ne doit pas être confondu avec Théorie des tresses.
En algèbre linéaire, le lemme des tresses énonce une condition suffisante pour qu'une fonction trilinéaire soit la fonction nulle.

## Énoncé
Soient E, F deux espaces vectoriels sur un corps commutatif de caractéristique différente de 2.
Soit f : E3 → F une fonction trilinéaire, antisymétrique par rapport à ses deux premières variables et symétrique par rapport à ses deux dernières variables.
Alors f est la fonction nulle sur E3.

## Preuve
Soit (u, v, w) appartenant à E3.
{\displaystyle f(u,v,w)=f(u,w,v)=-f(w,u,v)=-f(w,v,u)=f(v,w,u)=f(v,u,w)=-f(u,v,w)}
donc f est la fonction nulle.

## Application
Ce lemme permet de montrer que pour tout ouvert connexe U d'un espace euclidien E, une application de U dans E de classe C2 dont la différentielle en tout point est une isométrie vectorielle ne peut être qu'une isométrie affine (restreinte à U).